# Álvaro Obregón (đô thị)
Álvaro Obregón là một đô thị thuộc bang Michoacán, México. Năm 2005, dân số của đô thị này là 18696 người.